# Distretto di Dong'an
Il distretto di Dong'an (东安区S, Dōng'ān QūP) è un distretto della Cina, situato nella provincia di Heilongjiang e amministrato dalla prefettura di Mudanjiang.